# 開放式課程網頁
2001年，美国的麻省理工學院將所有課程的相關資料上網，稱為MIT OpenCourseWare，是免費而開放的教育資源，供全世界的機構、學生和自學者学习。
麻省理工學院「開放式課程網頁」的目標：
- 對全世界的教育家、學生和自學者提供免費、可搜尋的麻省理工學院教材。
- 提供一個有效率的標準化模組，讓其它的機構也可以用同樣的方式來分享和出版教材。

## 各地推行情況

### 台灣
由交通大學於2007年響應麻省理工開放式計畫，其後吸引包括国立政治大學、国立清華大學、国立台灣大學等學校加入建構系統。

### 香港
香港都会大學已提供免費課件，公眾可在網上免費查閱公大課程的學科內容。此外，香港都会大學於2016年1月推出香港開放教科書，為小學、中學及大學提供免費及開放版權的教材
。

## 外部連結
美國
- MIT OpenCourseWare （页面存档备份，存于）（英文）
- 麻省理工學院開放式課程網頁（繁體中文）
- 麻省理工學院開放式課程網頁（简体中文）

日本
- 東京大學開放式課程網頁 （页面存档备份，存于）（英文）
- 京都大學開放式課程網頁 （页面存档备份，存于）（英文）
- 大阪大學開放式課程網頁（英文）
- 早稻田大學開放式課程網頁 （页面存档备份，存于）（英文）
- 慶應義塾大學開放式課程網頁 （页面存档备份，存于）（英文）
- 東京工業大學開放式課程網頁 （页面存档备份，存于）（英文）
- 名古屋大學開放式課程網頁 （页面存档备份，存于）（英文）
- 九州大學開放式課程網頁 （页面存档备份，存于）（英文）
- 北海道大學開放式課程網頁 （页面存档备份，存于）（英文）

中國大陸
- 中國開放式資源共享協會（已失效）

台灣
- 台灣開放式課程聯盟 （页面存档备份，存于）（繁體中文）
- 台灣交通大學OpenCourseWare開放式課程 （页面存档备份，存于）（繁體中文）
- 臺灣師範大學OpenCourseWare開放式課程 （页面存档备份，存于）（繁體中文）
- 臺灣清華大學OpenCourseWare開放式課程 （页面存档备份，存于）（繁體中文）
- 國立臺灣大學OpenCourseWare開放式課程 （页面存档备份，存于）（繁體中文）
- 國立臺灣大學科學教育發展中心OpenCourseWare開放式課程影音平台 （页面存档备份，存于）（繁體中文）

香港
- 香港公開大學免費課件 （页面存档备份，存于）（英文）/（繁體中文）
- 香港開放教科書 （页面存档备份，存于）（英文）